# Memorias de Idhún, el cómic: La Resistencia - Búsqueda (2ª Parte)
Memorias de Idhún, el cómic: La Resistencia - Búsqueda (2.ª Parte) es el segundo cómic de la serie de novelas gráficas Memorias de Idhún, el cómic que está basada en la trilogía de libros Memorias de Idhún escrita por Laura Gallego García. Ese cómic fue lanzado en octubre de 2009, el equipo desarrollador y distribuidor fue el mismo que en la primera entrega (Estudio Fenix y Editorial SM respectivamente).

## Datos técnicos
El cómic se desarrolló por Estudio Fénix y se distribuyó por la editorial SM, con un guion hecho por Andrés Carrión y la colaboración y dirección de Laura Gallego en todos los aspectos del cómic. Tiene 62 páginas a todo color (10 más que el cómic anterior) y en su portada vemos a Kirtash con su espada, Haias, entre las manos. Además, también están Alsan una vez se ha convertido en licántropo y un Szish. La editorial SM lanzó una muestra de dos páginas a Internet para poder visualizarlas meses antes de la publicación, estas dos páginas fueron elegidas por la misma autora de la trilogía, que las señaló como «...mis dos páginas favoritas...»
- Datos: Q6010064